# Paradigma de calidad de vida
El paradigma de calidad de vida es un enfoque de intervención en las personas con discapacidad originado en el ámbito de las ciencias de la salud y que se está extendiendo a otros ámbitos, fundamentalmente a la psicología y a la educación. Se trata de un paradigma que promueve el desplazamiento del punto de mira desde la intervención a través de «servicios basados en instituciones» hacia un enfoque «basado en la persona», que se centra más en las posibilidades reales de vivir una vida plena dentro de una sociedad inclusiva que en la mera «asistencia» (enfoque asistencialista).

## Implicaciones
Una de las implicaciones más importantes de cara a las personas con discapacidad es que el enfoque de calidad de vida no carga el "peso de la responsabilidad" sobre éstas, sino que se trata de una respuesta conjunta que debe dar la sociedad entera a una cuestión que le resulta intrínseca, no simplemente «marginal». Desde el punto de vista educativo, ello significa que no basta con aceptar los problemas de estas personas como algo a lo que hay que dar una respuesta institucional (ya sea la educación especial o la integración), sino que la misma institución debe transformarse para dar cabida a todos respetando su diversidad y derechos fundamentales (escuela inclusiva). Actualmente, en la mayoría de los países, la institución escolar no cuenta con los apoyos necesarios para incluir a buena parte de las personas que presentan algún tipo de discapacidad, especialmente a aquellas que están más profundamente afectadas. Por tanto, no se trata de llevar a cabo un traslado de unas «instalaciones especializadas» a unas «normales» o «normalizadas» —como pretenden a menudo determinadas políticas educativas, pensando que eso garantiza la inclusión—, sino de realizar las modificaciones sustanciales en la institución escolar para que este contexto atienda a las necesidades educativas especiales de estos niños. Sin operar estos cambios, no tiene sentido suprimir los centros de educación especial para las personas que tienen necesidades reales que han de ser satisfechas, en aras del ya obsoleto principio de normalización.

## Historia
Dentro de la medicina, hay autores que hablan de distintas fases de desarrollo de esta ciencia en cuanto a la concepción de la «persona enferma»: paradigma mítico mágico, paradigma biologicista y paradigma basado en la determinación social de la salud. Este último surge gracias al carácter cada vez más interdisciplinar de las ciencias de la salud:

«La integración a las ciencias médicas de los trabajos de la Economía, la Ecología, la Antropología Cultural, la Sociología Médica, la Psicología Social y de la Personalidad, de la Actividad Nerviosa Superior, de la Inmunología y la Bioética, asociados al enfoque epidemiológico y salubrista, contribuyeron definitivamente a conformar un nuevo paradigma en las ciencias médicas, caracterizado por una concepción integracionista y sistémica de la comunidad, del hombre y de su salud.»

En el ámbito de la intervención, cada vez parece más claro que el fin de la medicina es mejorar la calidad de vida de las personas. Esto se pone especialmente de relieve cuando se habla de las personas que poseen alguna condición que les afecta de por vida. Poco a poco, se va pasando de un enfoque asistencialista a la conciencia de que las limitaciones con las que se encuentran estas personas tienen un fuerte carácter «contextual» o «ecológico». En la medida en que el contexto sea modificado desde una perspectiva centrada en la persona logrará no solo dar una respuesta adecuada a sus necesidades (paradigma de apoyos), sino que esa respuesta alcanzará igualmente a todas las personas que integran la sociedad, partiendo de la idea de que cada uno es un ser único y diverso.
Este enfoque está teniendo una clara repercusión en el ámbito de la educación. Si la escuela debe dar una respuesta educativa a todo el alumnado, no basta con crear políticas parciales para los alumnos con necesidades educativas especiales, sino que la respuesta debe ser global e inclusiva.

## Dimensiones de calidad de vida
Según Verdugo (2013), las dimensiones de calidad de vida que han de tenerse en cuenta a la hora de planificar apoyos son:
- Bienestar emocional (BE)
- Relaciones interpersonales (RI)
- Bienestar material (BM)
- Desarrollo personal (DP)
- Bienestar físico (BF)
- Autodeterminación (AU)
- Inclusión social (IS)
- Derechos (DE)